# Cypsiurus
Cypsiurus är ett fågelsläkte i familjen seglare, numera vanligen innehållande tre arter:
- Asiatisk palmseglare (C. balasiensis)
- Afrikansk palmseglare (C. parvus)
- Madagaskarpalmseglare (C. gracilis)